# Carloman de Bavière
Pour les articles homonymes, voir Carloman.
Carloman de Bavière (en allemand : Karlmann), né vers 830 et mort le 29 septembre 880 à Ötting, issu de la dynastie carolingienne, fut roi de Francie orientale de 876 à sa mort, ainsi que roi d'Italie et prétendant à l'empire de 877 à 879.

## Biographie
Carloman est le fils aîné du roi Louis II le Germanique et d'Emma de Bavière, fille du comte bavarois Welf Ier, l'ancêtre de la dynastie des Welf. Après de longs conflits au sein des Carolingiens, le traité de Verdun conclu en août 843 établit la mainmise de son père sur la Francie orientale, sur laquelle il règna jusqu'à sa mort en 876.

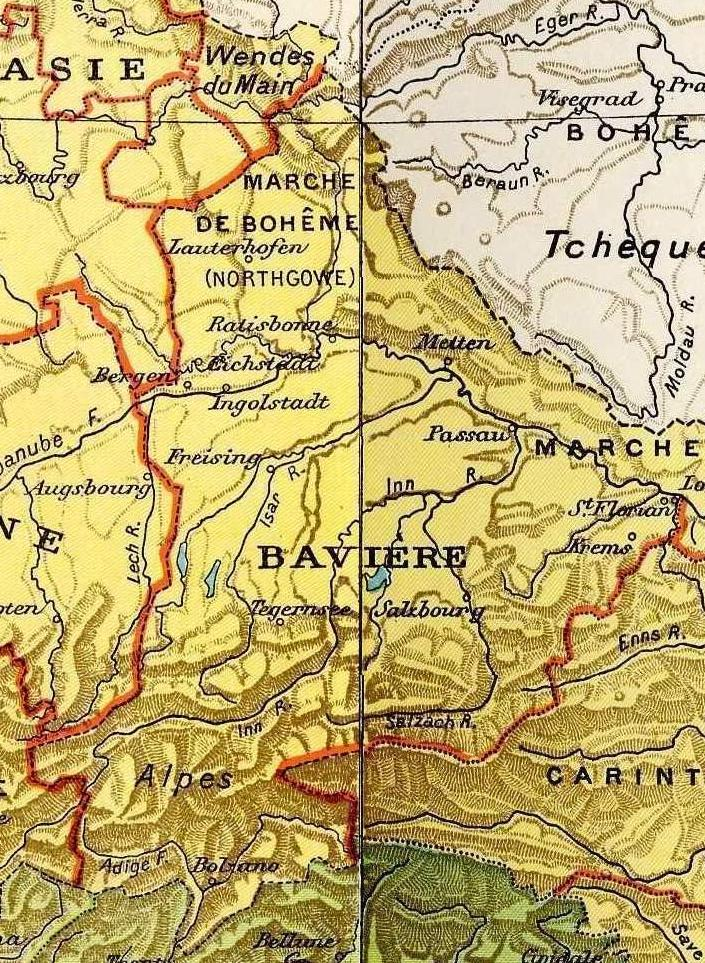
La Bavière au IXe siècle.

Dans les années 860, le règne de Louis le Germanique fait face à une grave crise par suite de l'échec d'une attaque contre la Francie occidentale de son demi-frère Charles le Chauve. Carloman, chargé de la gestion des margraviats à l'Est, en collaboration avec le prince Rastislav de Moravie et un certain nombre des nobles conradiens se révolte contre son père. Il est fait prisonnier, mais peut fuir aux marches orientales. Puis, vers l'an 865, le roi Louis décide de mettre en œuvre une répartition de ses domaines : il fait la paix avec son fils aîné qui reçoit le patrimoine de la Bavière et ses marches au partage de Francfort. En 871 et 872, une armée bavaroise sous le commandement de Carloman lance des campagnes contre les efforts d'expansion du prince Svatopluk de Moravie en Bohême, mais sans grand succès. En 874, des accords de paix mettant fin à la guerre sont signés à Forchheim et Svatopluk augmente considérablement sa sphère de contrôle.
Après la mort de Louis le Germanique le 28 août 876, Carloman et ses frères cadets Louis III et Charles III le Gros  partagent la Francie orientale conformément au règlement successoral de leur père. Carloman lui-même reçoit le territoire de la Bavière avec les margraviats de Carantanie (la future Carinthie) et de Pannonie, ainsi que les régions limitrophes des pays slaves de la Bohême appartenant à la principauté de Grande-Moravie. Après la mort de son oncle Charles le Chauve en 877, il hérite du royaume d'Italie, préparé également déjà du vivant de son père en accord avec l'empereur Louis II le Jeune. En été déjà, Carloman prévoyait de se rendre à Rome pour se faire couronner empereur par le pape Jean VIII ; toutefois, le roi et son armée sont frappés de maladies vers Pavie en novembre. Atteint de paralysie, il retourne en Bavière et cède l'Italie à son frère cadet Charles le Gros, roi en Alémanie, deux ans plus tard.

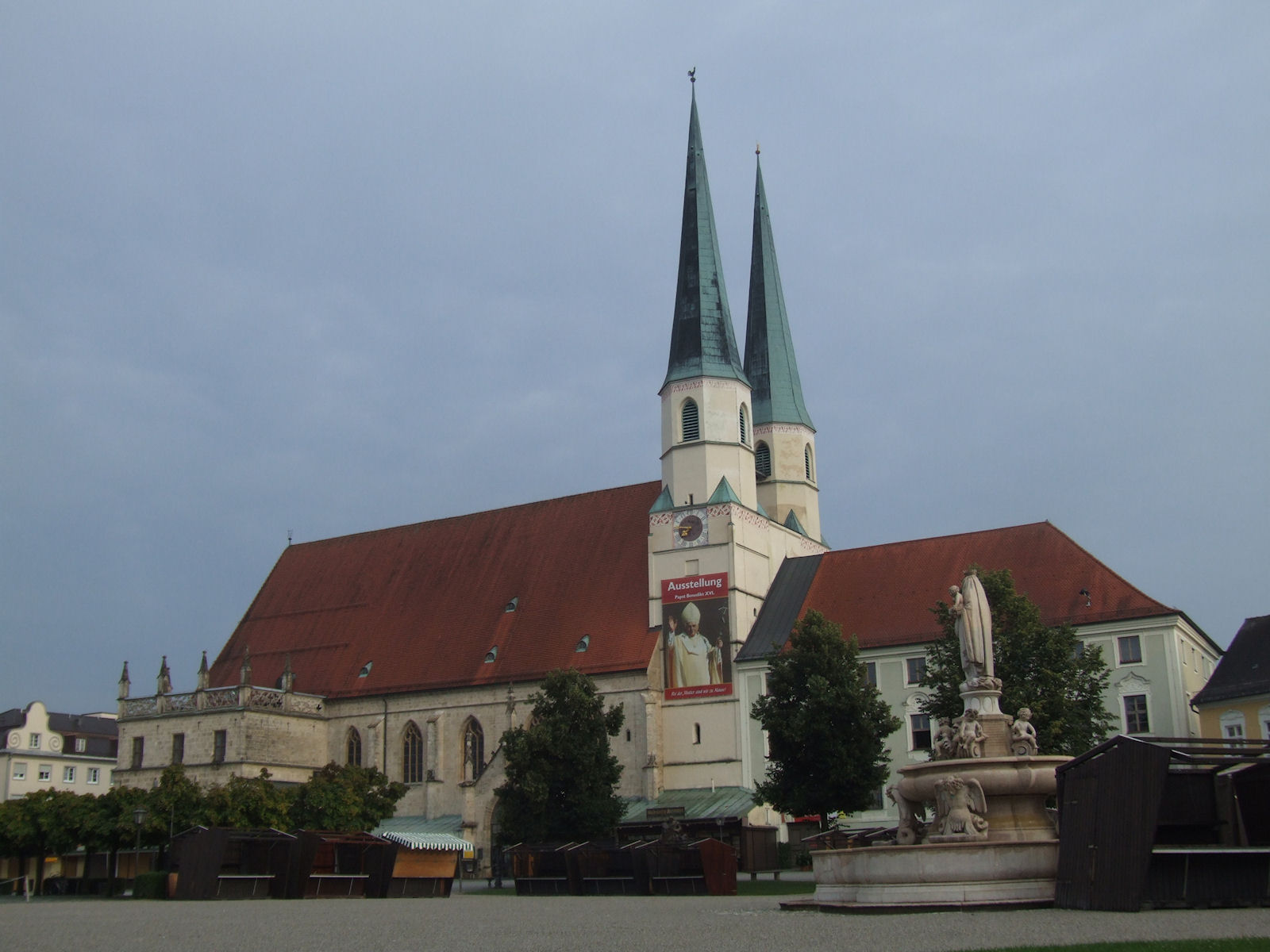
La collégiale d'Altötting.

Vers l'an 877, Carloman fonde l'abbaye d'Ötting (Altötting aujourd'hui) en Bavière où il meurt le 22 septembre 880. Le chroniquer contemporain Réginon de Prüm le décrit comme un « roi particulier, un juste, pacifique et honorable ». Après le décès de son frère Louis III le Jeune en 882, le seul fils encore vivant de Louis le Germanique, Charles le Gros, devient pleinement roi de Francie orientale, puis empereur d'Occident en 881. Carloman était marié, mais il ne laisse qu'un seul enfant illégitime, Arnulf, qui devient margrave de Carinthie et est reconnu roi de Francie orientale en 887, à la suite de la déposition de son oncle Charles le Gros.

## Union et descendance
Carloman épouse une fille du comte Ernest de Nordgau.
Il a aussi une maîtresse: Litzwinde de Carinthie (830-890), qui lui donne un fils et peut être une fille :
- Arnulf (850-† 899), duc de Carinthie, roi de Germanie, Empereur d'Occident de 896 à 899 ;
- Hedwige de Carinthie (854 - ?).